# Kalkiaisjärvi
Kalkiaisjärvi eller Kalkkiaisjärvi är en sjö i Finland. Den ligger i kommunen Kemijärvi i landskapet Lappland, i den norra delen av landet, 800 km norr om huvudstaden Helsingfors. Kalkiaisjärvi ligger 151,8 meter över havet. Den är 10 meter djup. Arean är 1,87 kvadratkilometer och strandlinjen är 11,55 kilometer lång. Sjön  ingår i Kemi älvs huvudavrinningsområde. 